# スリランカの大統領
スリランカの大統領（スリランカのだいとうりょう、シンハラ語: ශ්‍රී ලංකා ජනාදිපති, タミル語: இலங்கை சனாதிபதி）は、スリランカ民主社会主義共和国の元首であり、政府の長たる大統領である。

## 概要
スリランカにおける大統領職は1972年にセイロンからスリランカ共和国に国名を改称し、イギリス連邦から離脱して共和制に移行すると同時に、それまでのセイロン総督に代わる国家元首職として設置された。ただし、当時のスリランカは議院内閣制であり、大統領の権限や役割は従来のセイロン総督と同様、儀礼的・象徴的なものに限られていた。
1978年に現行憲法が制定され、国名がスリランカ民主社会主義共和国に改称されるとともに、議院内閣制から大統領制（半大統領制）に移行し、大統領の権限が強大になった。任期は5年で国民投票で選出される。3選は禁止されている。
1984年に首都がコロンボからスリジャヤワルダナプラコッテへ遷都したが、大統領府以下、行政庁舎は旧都･コロンボに残ったままである。

## 選出方法
大統領は有権者による直接選挙によって選出される。選挙方法としては単記移譲式が用いられる。
ただし、憲法第38条第1項の規定により任期終了前に大統領職が空席となった場合は、同第31条の規定により首相が大統領を代行し、同第40条の規定により議会は大統領になる資格のある議員一名を大統領として選出する。その場合の任期は、辞任した大統領の任期の残り期間となる。近年では辞任要求デモの激化により国外脱出したゴーターバヤ・ラージャパクサ大統領が2022年7月14日に辞表を提出し大統領職が空席となったため、ラニル・ウィクラマシンハ首相が大統領代行となり、議会にて後任の大統領に選出されラージャパクサの残り期間を務めたという例がある。

## 任期
スリランカ憲法により、就任から5年間と定められている。ただし、任期が切れる前に次期大統領選挙が実施された場合、選挙管理委員長が選挙の勝者を宣言した時点で任期終了となる。その後、2週間以内に大統領就任の宣誓を行うことで、次期大統領が正式な大統領に就任する。

## 大統領の一覧
| 代  | 大統領 | 大統領                        | 所属政党                                       | 期                            | 在任期間                       | 在任期間     | 備考                              |
| --- | --- | ----------------------------- | ---------------------------------------------- | ----------------------------- | ------------------------------ | ------------ | --------------------------------- |
| 01  | ウィリアム・ゴパッラワ විලියම් ගොපල්ලව வில்லியம் கோபள்ளவா William Gopallawa                                            |                               | 無所属                                         | 1                             | 1972年5月22日 - 1978年2月4日   | 5年 + 258日  | 議院内閣制                        |
| 02  | ジュニウス・ リチャード・ジャヤワルダナ ජුනියස් රිචඩ් ජයවර්ධන ஜூனியஸ் ரிச்சட் ஜயவர்தனா Junius Richard Jayewardene        |                               | 統一国民党 （UNP）                             | 2                             | 1978年2月4日 - 1982年          | 10年 + 333日 | 大統領制移行                      |
| 02  | ジュニウス・ リチャード・ジャヤワルダナ ජුනියස් රිචඩ් ජයවර්ධන ஜூனியஸ் ரிச்சட் ஜயவர்தனா Junius Richard Jayewardene        | 3                             | 統一国民党 （UNP）                             | 1982年 - 1989年1月2日         |                                | 10年 + 333日 |                                   |
| 03  | ラナシンハ・プレマダーサ රණසිංහ ප්‍රේමදාස ரணசிங்க பிரேமதாசா Ranasinghe Premadasa                                        |                               | 統一国民党 （UNP）                             | 4                             | 1989年1月2日 - 1993年5月1日    | 4年 + 119日  | 在任中に死去                      |
| 0－ | ディンギリ・ バンダー・ウィジェートゥンガ ඩිංගිරි බණ්ඩා විජේතුංග டிங்கிரி பண்ட விஜேதுங்க Dingiri Banda Wijetunga              |                               | 統一国民党 （UNP）                             | 4                             | 1993年5月1日 - 1993年5月7日    | 6日          | 大統領代行 （首相）               |
| 04  | ディンギリ・ バンダー・ウィジェートゥンガ ඩිංගිරි බණ්ඩා විජේතුංග டிங்கிரி பண்ட விஜேதுங்க Dingiri Banda Wijetunga              | 1993年5月7日 - 1994年11月12日 | 統一国民党 （UNP）                             | 4                             | 1年 + 189日                    |              |                                   |
| 05  | チャンドリカ・クマーラトゥンガ චන්ද්‍රිකා බන්ඩාරනායක කුමාරතුංග சந்திரிகா பண்டாரநாயக்கே குமாரதுங்கா Chandrika Bandaranaike Kumaratunga |                               | スリランカ自由党 （SLFP）                      | 5                             | 1994年11月12日 - 1999年        | 11年 + 7日   |                                   |
| 05  | チャンドリカ・クマーラトゥンガ චන්ද්‍රිකා බන්ඩාරනායක කුමාරතුංග சந்திரிகா பண்டாரநாயக்கே குமாரதுங்கா Chandrika Bandaranaike Kumaratunga | 6                             | スリランカ自由党 （SLFP）                      | 1999年 - 2005年11月19日       |                                | 11年 + 7日   |                                   |
| 06  | マヒンダ・ラージャパクサ මහින්ද රාජපක්ෂ மகிந்த ராசபக்ச Mahinda Rajapaksa                                           |                               | スリランカ自由党 （SLFP）                      | 7                             | 2005年11月19日 - 2010年        | 9年 + 51日   |                                   |
| 06  | マヒンダ・ラージャパクサ මහින්ද රාජපක්ෂ மகிந்த ராசபக்ச Mahinda Rajapaksa                                           | 8                             | スリランカ自由党 （SLFP）                      | 2010年 - 2015年1月9日         |                                | 9年 + 51日   |                                   |
| 07  | マイトリーパーラ・シリセーナ මෛත්‍රිපාල සිරිසේන மைத்திரிபால சிறிசேன Maithripala Sirisena                                    |                               | 新民主戦線 （NDF） ↓ スリランカ自由党 （SLFP） | 9                             | 2015年1月9日 - 2019年11月18日  | 4年 + 313日  |                                   |
| 08  | ゴーターバヤ・ラージャパクサ ගෝඨාභය රාජපක්ෂ கோட்டாபய ராஜபக்ச Nandasena Gotabaya Rajapaksa                           |                               | スリランカ人民戦線 （SLPP）                    | 10                            | 2019年11月18日 - 2022年7月15日 | 2年 + 239日  | 第6代マヒンダの弟任期満了前に辞任 |
| 0－ | ラニル・ウィクラマシンハ රනිල් වික්‍රමසිංහ ரணில் விக்ரமசிங்க Ranil Wickremesinghe                                        |                               | 統一国民党 （UNP）                             | 10                            | 2022年7月13日 - 2022年7月21日  | 8日          | 大統領代行 （首相）               |
| 09  | ラニル・ウィクラマシンハ රනිල් වික්‍රමසිංහ ரணில் விக்ரமசிங்க Ranil Wickremesinghe                                        | 11                            | 統一国民党 （UNP）                             | 2022年7月21日 - 2024年9月23日 | 2年 + 64日                     |              |                                   |
| 10  | アヌラ・クマラ・ディサナヤカ අනුර කුමාර දිසානායක அநுர குமார திசாநாயக்க Anura Kumara Dissanayake                         |                               | 人民解放戦線 (JVP)                             | 12                            | 2024年9月23日 -（現職）        | 178日        |                                   |